# ジョー小泉
ジョー小泉（ - こいずみ、本名：小山 義弘（こやま よしひろ）、1947年3月31日 - ）は、日本のボクシング評論家、ボクシングのマッチメーカー兼トレーナー、ボクシング番組解説者、ボクシング誌記者。兵庫県神戸市出身。ボクシング世界殿堂入り
ペンネームの由来は、小泉信三元慶大塾長の著書に感動したことと、フランツ・カフカの小説の主人公の名前から。

## 来歴
神戸市兵庫区西出町に生まれる。先祖は広島藩の御納戸役であったという。祖父も父もエンジニアで父は戦前、皇太子の近衛兵として東京に召集されたが、広島への原爆投下により実家が壊滅。広島に居た親族のほとんどが亡くなり、姉のいた神戸で途中下車しそのまま住みついた。
年少時から叔父が後援会長を務める神戸拳闘会（神戸ボクシングジム、阪神大震災で活動休止に追い込まれ千里馬神戸ボクシングジムが事実上吸収）でボクサーの世話をし、「拳闘小僧」と呼ばれる。
日本国外のボクシング事情にも興味を抱き、アメリカを代表するボクシング雑誌「リング」を愛読していたが、同誌の編集長である“ミスター・ボクシング”ナット・フライシャーの執筆記事に間違いを発見、手紙で本人に指摘したことが縁で、「リング」東洋地区通信員となった。当時まだ17歳であった（因みに「リング」からの報酬は、レポート一本につき25ドルだったという）。
神戸大学工学部機械科を卒業後、三菱重工業に入社、エンジニアとして勤務。神戸の後、広島に3年半居住後、東京に移住。仕事の傍ら、国内外のボクシング雑誌への寄稿、テレビ解説者、そしてトレーナーと、二足の草鞋で多彩な活動を展開。
サラリーマンとボクシング評論家との両立に困難を感じて1985年、38歳で脱サラして独立、「リング・ジャパン」社を設立した。ボクシング関連著書の出版、ボクシング・ビデオの販売事業等を行なう一方、中島成雄の世界挑戦時の減量のトレーナー、渡辺二郎のマッチメーカー、ルイシト・エスピノサ（ルイシト小泉）やジョマ・ガンボア（ガンボア小泉）のマネジメント、アラビラモア木村が指名挑戦者としてリカルド・ロペスと対戦した際のセコンドなど、活動範囲を広げた。現在はマッチメーカーやテレビ解説者、評論家、ランキング選定委員などを務めている。
自身はプロモーターライセンス取得経験皆無だが、1990年代の一時期「ワールドチャレンジャースカウト」と銘打って興行を開催していた（三迫プロモーション代表三迫仁志から名義借りした際はフジテレビ系「ダイヤモンドグローブ」、帝拳プロモーション代表本田明彦から名義借りした際は日本テレビ系「ダイナミックグローブ」の枠内で開催）。
2008年、日本人としてはファイティング原田以来2人目の国際ボクシング名誉の殿堂博物館および世界ボクシング殿堂入りした。
また、反政府勢力によるバンコク空港封鎖問題で、タイ人選手招聘が不可能になり試合中止が相次いだことを受けて、今後の対応策として今まで他競争同業者であったマッチメーカー4人と、2008年12月3日に自らが幹事となって「マッチメイカー会」を発足させた。

## 人物
- 米国を中心とした日本国外のボクシング・フィルムの収集家としても知られる。国内外にわたる人脈と、歴史上の映像を含む豊富な観戦経験により培われた独自のボクシング理論を持ち、その合理的な技術論、トレーニング理論は、日本のボクシング界に少なからぬ影響を与えている。
- 日本プロボクシング界が基本的な技術を軽視した精神主義に走りがちであることに問題意識を抱き、欧米式の「打たせずに打つ」スタイルを定着させることを訴えている。
- 大の駄洒落好きであり、「ボクシング珍談奇談」等の近著でも連発している。また、WOWOWの「エキサイトマッチ〜世界プロボクシング」の放送においては、毎回駄洒落を挟むのが定番となっている。
- 英語、スペイン語を筆頭に、語学に堪能である。さらに、OPBF圏の仕事の関連から、タガログ語や韓国語も得意。タイ語も多少できるようである。
- 趣味は書道。
- ジャンルを問わぬ猛烈な読書家である。フランツ・カフカ、森鷗外、加藤周一等を愛読。
- マニー・パッキャオとは彼が幼少の頃からの知り合いである。
- 1986年から3年あまりマイク・タイソンの日本でのエージェントを務め、1988年の東京ドームでのタイトル防衛戦もマッチ・メーカー兼代理人として仲介し、この来日時には40日間、日本でマイク・タイソンの世話をしたことがある。当時のタイソンは周囲の取り巻きの影響で素行が悪く、しょっちゅう会見や練習に遅刻するようになっていた。日本でも1時間以上も遅刻したため、「お前はチャンピオンだろう。チャンピオンなら時間くらい守れ!」と注意すると、タイソンは次の日から時間を守るようになった。
  - なお、この約3年間のプロモートを経て、小泉はタイソンに対して批判的なスタンスを取るようになった。
- 2018年頃から同名を名乗るプロレス評論家がいるが、全くの別人である。

## 著書
- ボクシングは科学だ（1986年 ベースボール・マガジン社）
- 世界のKOアーチスト（1988年 福昌堂）
- 時代を生きたボクサーたち 世界のKOアーチスト2（1992年 福昌堂）
- ボクシングにとりつかれた男（1997年 広美出版事業部）
- ボクシングマッチメーカー ボクシングにとりつかれた男（1998年 広美出版事業部）
- ボクシング・バイブル（1999年 アスペクト）
- 世界のボクシング・トピックス（2001年 アスペクト）
- 80年代のリングは輝いていた（2002年 リング・ジャパン）
- つねに強気で生きる方法（2002年 リング・ジャパン）
- これで通じる英会話（2003年 広美出版事業部）
- ボクシング珍談奇談（2004年 リング・ジャパン）